# Super Monkey Ball 3D
Super Monkey Ball 3D ist ein Geschicklichkeitsspiel für Nintendo 3DS. Es ist Teil der Super-Monkey-Ball-Spiele.

## Spielprinzip
Wie bei den vorherigen von Super Monkey Ball besteht das Ziel von dem Spiel, das Ziel zu erreichen, bevor die Zeit abgelaufen ist. Super Monkey Ball 3D bieter drei Spielmodis an. Es gibt die Spiele Super Monkey Ball Puzzles, Monkey Race, bei dem Spieler in hektischen Autoschlachten gegeneinander antreten und „Monkey Fight“, bei dem Spieler in manischen Prügeleien gegeneinander antreten. Die beiden letztgenannten Modi, Monkey Race und Monkey Fight können über eine drahtlose Verbindung mit bis zu vier Spielern lokal gespielt werden.

## Veröffentlichung
Das Spiel wurde am 3. März 2011 in Japan veröffentlicht. Danach erschien das Spiel am 25. März, 27. März und 31. März desselben Jahres in Europa, Nordamerika bzw. Australien. Sega hat das Spiel am 3. April 2014 auch als herunterladbaren Titel für den Nintendo eShop in Europa und Nordamerika veröffentlicht.

## Rezeption
Das Spiel erhielt durchschnittliche Kritiken. Laut Metacritic bekam Super Monkey Ball 3D eine Punktzahl von 55/100. Audrey Drake von IGN gab dem Spiel 7,5/10 und lobte das Gameplay und die Geschichte des Spiels. Kritisiert wurde der Modi Monkey Race dafür. Sie bezeichnete es als eine Abzocke von Mario Kart mit klobiger Steuerung. Außerdem sei Monkey Fight eine Abzocke von Super Smash Bros. mit einer klobigen Steuerung. Chris Schilling von Eurogamer gab dem Spiel 4/10 Punkten.